# Alan Surajewski
Alan Surajewski (ur. 12 stycznia 1998 w Ciechanowie) – polski sportowiec uprawiający szermierkę na wózkach.

## Życiorys
Trenuje szermierkę na wózkach w Integracyjnym Klubie Sportowym AWF Warszawa. Zdobył złoty medal indywidualnie i drużynowo w Pucharze Świata w Pizie w szpadzie seniorów (2017). Jest również brązowym medalistą mistrzostw świata U-23 we florecie (2017), oraz wicemistrzem świata U-17 we florecie i brązowym medalistą w szpadzie (2015).

## Aktywność w internecie
Jest twórcą kanału w serwisie YouTube o nazwie Kulawy Alladyn. W publikowanych materiałach video opowiada o codziennym życiu osoby poruszającej się na wózku inwalidzkim. W 2018 r. wystąpił w internetowym talk-show 7 metrów pod ziemią.